# Onbewogen beweger

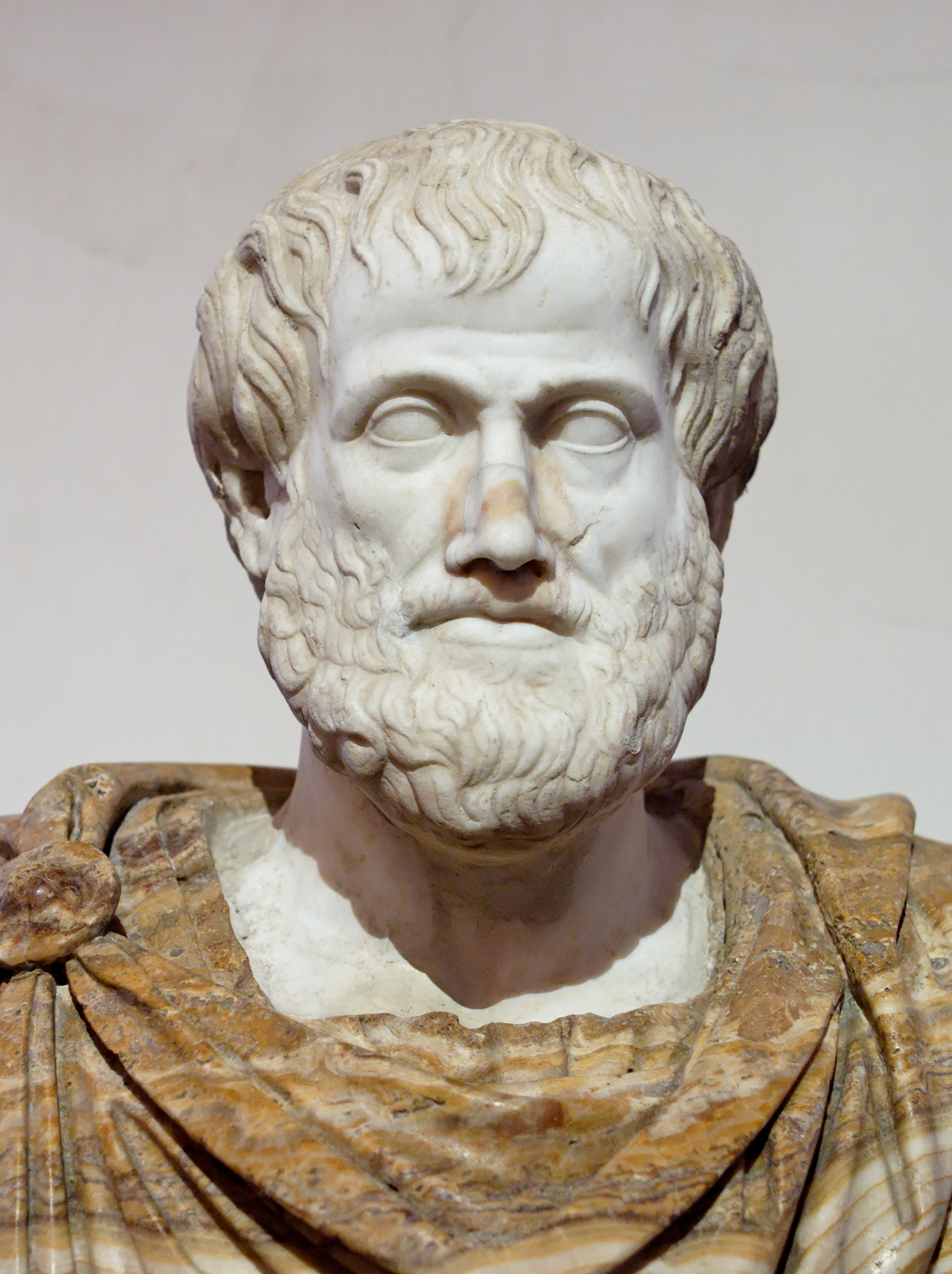
Borstbeeld van Aristoteles

De onbewogen beweger is een filosofisch concept dat de Griekse filosoof Aristoteles introduceerde als een rationalistische hypothetische verklaring voor het ontstaan van de wereld. 

## Reden
Het postuleren van de entiteit 'onbewogen beweger' is voor Aristoteles noodzakelijk op grond van de volgende principes.
- Er is beweging in de wereld
- Wat in beweging is, kan niet vanuit zichzelf bestaan
- ex nihilo nihil fit: uit niets komt niets (causaliteitsbeginsel)

Op grond van deze principes stelt Aristoteles dat de wereld veroorzaakt moet zijn: als de wereld eindig is (qua tijd) en niet uit niets voortkomt, dan is er een externe oorzaak geweest; als deze oorzaak echter ook ontstaat en vergaat, voert de reeks verder naar een eerder wezen, ad infinitum. Daarom stelt hij dat de Beweger 'onbewogen' is: er is geen ontstaan en vergaan in dit wezen; ofwel: dit wezen transcendeert het tijdelijke.
In het christendom werd het in de Middeleeuwen zo geïnterpreteerd: aangezien beweging en verandering altijd samengaan en verandering onverenigbaar is met volmaaktheid, blijft God zelf onbewogen. Op het idee van de "eerste beweger" is het zogenaamde kosmologisch godsbewijs van Thomas van Aquino gebaseerd.

## Argumenten contra
Tegen het concept op zich worden door sommigen onder meer de volgende bezwaren ingebracht:
1. Het concept is niet coherent: iets dat uit zichzelf voortbrengt, vermindert zichzelf (qua kracht, materie, of anderszins) en is dus niet onbewogen. Een verwant argument: "onbewogen beweger" is een innerlijke contradictie.
2. De principes zijn niet noodzakelijk: 
  1. ofwel, er is geen beweging in de wereld (zie Parmenides: alles is Zijn)
  2. ofwel, sommige bewegende zaken kunnen wel vanuit zichzelf bestaan (zie Kant: causaliteit is een verstandsbegrip. Zie ook: causa sui)
  3. ofwel, sommige zaken hebben geen oorzaak (immers, de onbewogen beweger heeft zelf ook geen oorzaak)

## De onbewogen beweger en de abramitische religies
Sinds het christendom tijdens de Middeleeuwen steeds meer invloed in de westerse samenleving kreeg, is het concept vaak als een voorloper of zelfs als een bewijs geponeerd voor het christelijke Godsidee. Hiertegen zijn echter meerdere bezwaren:
1. Het Corpus Aristotelicum is via het islamitische Spanje onder de aandacht gekomen van christelijke wijsgeren.
2. De islamitische wijsgeren (onder wie de commentatoren Avicenna en Averroes) dachten soms op dezelfde wijze Aristoteles' ideeën te kunnen manipuleren om het bestaan van God te bewijzen, of de idee van hun godheid te verrijken.
3. De onbewogen beweger en God zijn niet identiek. Zo worden er in de betreffende boeken (Bijbel, Koran, Thora) velerlei eigenschappen aan de religieuze opperwezens toegeschreven, die niet in Aristoteles' werk zijn terug te vinden. Het is zelfs twijfelachtig of de onbewogen beweger antropomorf moet worden verstaan.
4. Voor zover dit idee het bestaan van een creërende entiteit bewijst, is dit geen bewijs voor de actuele aanwezigheid van een goddelijke wereldheerser, of een rechtvaardiging van het monotheïsme überhaupt (immers, er hadden meerdere goden kunnen ontstaan).